# Лісівщина (зупинний пункт)
Лісі́вщина — пасажирський залізничний зупинний пункт Коростенської дирекції Південно-Західної залізниці розташований на одноколійній, неелектрифікованій лінії Коростень — Житомир.
Розташований у селі Лісівщина Коростенського району Житомирської області між станціями Ушомир (7 км) та Нова Борова (12 км).
На зупинному пункті зупиняються приміські поїзди.